# Everything All the Time
Albums de Band of Horses
Cease to Begin
(2007)
Everthing All the Time est le premier album du groupe Band of Horses,.

## Liste des titres
| No  | Titre                                                    | Durée |
| --- | -------------------------------------------------------- | ----- |
| 1.  | The First Song                                           | 3:43  |
| 2.  | Wicked Gil                                               | 2:57  |
| 3.  | Our Swords                                               | 2:26  |
| 4.  | The Funeral                                              | 5:21  |
| 5.  | Part One                                                 | 2:35  |
| 6.  | The Great Salt Lake                                      | 4:45  |
| 7.  | Weed Party                                               | 3:09  |
| 8.  | I Go to the Barn Because I Like the (Feat. Conor Oberst) | 3:06  |
| 9.  | Monsters                                                 | 5:21  |
| 10. | St. Augustine                                            | 2:41  |